# Harvey Pekar
Harvey Pekar (Cleveland (Ohio), 8 oktober 1939 – Cleveland Heights, 12 juli 2010) was een Amerikaans stripauteur. Pekar werkte ook als jazzcriticus.
Pekar werkte als klerk in een ziekenhuis. In de jaren zestig ontmoette hij de artiest Robert Crumb en kwam hij op het idee om een reeks autobiografische stripverhalen te schrijven over het alledaagse leven, die hij American Splendor noemde. Pekar tekende niet zelf, maar liet dat over aan zijn vriend Crumb en andere tekenaars. De reeks, die niet bijzonder succesvol was, kende een vaste groep liefhebbers en werd door Shari S. Berman en Robert Pulcini verfilmd onder de titel American Splendor (2003).
Aan het eind van de jaren tachtig was Pekar acht keer te zien in de show van David Letterman. Door zijn confronterende stijl en zijn openlijke kritiek op General Electric, het bedrijf achter NBC, mocht hij tot in het begin van de jaren negentig niet meer in de show optreden.
Pekar was gehuwd met de schrijfster Joyce Brabner. Hij schreef samen met haar Our Cancer Year, een autobiografisch boek over zijn strijd tegen prostaatkanker. Hij overleed op 70-jarige leeftijd.
Pekar stond ook bekend als een groot jazzfan, waarvoor hij stapels platen verzamelde. Hij schreef er ook kritische besprekingen rond en verwerkte zijn verzamelwoede ook in zijn stripverhalen.
- Biblioteca Nacional de España: XX1064019
- Bibliothèque nationale de France: cb12248147g (data)
- Gemeinsame Normdatei: 118971514
- International Standard Name Identifier: 0000 0001 1470 5982
- Library of Congress Control Number: n85195352
- MusicBrainz: dc188778-c6eb-4e4b-8c5e-15a35e2fd310
- Nationale Bibliotheek van Tsjechië: xx0083687
- Nationale Bibliotheek van Israël: 987007463099305171
- Nederlandse Thesaurus van Auteursnamen: 073103349
- SNAC: w6gm8r9j
- Système universitaire de documentation: 08045545X
- Trove: 1071647
- Union List of Artist Names: 500351622
- Virtual International Authority File: 35256182
- WorldCat: E39PBJxMhwgYbQR8wccxRrFh73

1. ↑  Gemeinsame Normdatei; geraadpleegd op: 15 december 2014.